# Headlights (Eminem)
Headlights is een nummer van de Amerikaanse rapper Eminem uit 2014, in samenwerking met Fun-zanger Nate Ruess. Het is de vijfde en laatste single van The Marshall Mathers LP 2, het achtste studioalbum van Eminem.

## Achtergrondinformatie
"Headlights" is een gevoelig nummer waarin Eminem zich persoonlijk richt tot zijn moeder, met wie hij sinds zijn jeugd een moeilijke relatie had. De rapper haalde regelmatig uit naar zijn moeder, onder andere op de nummers My Name Is (waarbij het zelfs zover kwam dat zijn moeder hem voor de rechter daagde), Role Model, Kill You, My Mom, Without Me, Marshall Mathers, Criminal en Cleanin' Out My Closet. In dit nummer biedt een emotionele Eminem hiervoor zijn excuses aan en pleit hij voor een verenigd gezin.
De titel "Headlights" verwijst naar de laatste ontmoeting tussen Eminem en zijn moeder. Terwijl ze wegreed, raakte hij gefixeerd op de koplampen van haar auto terwijl hij een 'overweldigend verdriet' voelde. Hij geeft toe dat hij roekeloos was met teksten die op zijn moeder waren gericht, zonder in de gaten te hebben gehad dat zijn woorden haar zoveel pijn zouden doen. Eminem verwijst naar enkele voorvallen uit de wankele relatie met zijn moeder, hoe hij op kerstavond het huis uit werd gezet, voortdurende ruzies en de verhuizing van zijn jongere broer Nathan naar een pleeggezin. Hij betreurt ook dat hij zijn moeder nooit bij het leven van zijn eigen kinderen heeft betrokken. Daarnaast geeft Eminem haar zelfs de eer voor haar inspanningen om hem als alleenstaande ouder op te voeden. Eminem zegt dat hij tot op de dag van vandaag vervreemd is van zijn moeder. Hij zegt ook dat het hem steekt als hij "Cleanin' Out My Closet" op de radio hoort en dat hij dat nummer niet meer tijdens optredens uitvoert.
"Headlights" bereikte een bescheiden 45e positie in de Amerikaanse Billboard Hot 100. In Nederland bereikte de plaat de 8e positie in de Tipparade, en in Vlaanderen de 64e positie in de Tipparade.

## Tracklijst
- Muziekdownload

1. "Headlights" - 5:43